# Marie-Thérèse Hermann
Pour les articles homonymes, voir Hermann.
Marie-Thérèse Hermann est une historienne régionaliste française née à Douvaine le 27 août 1925 et morte le 7 août 2015 à Annecy. Elle est l'auteur de plusieurs ouvrages sur la Savoie.

## Biographie
Marie-Thérèse Hermann est l'épouse de l'artiste Georges Hermann. Le couple a cinq enfants : Claude Hermann (né en 1948), graveur et dessinateur ; Brigitte Hermann (née en 1950) romancière ; Jean-Christophe Hermann (né en 1951), céramiste ;  Béatrice Hermann (née en 1953), spécialiste des années Trente;  Frédéric Hermann (né en 1955).
Marie-Thérèse Hermann a été membre de sociétés savantes de Savoie, elle a été élue présidente de l'Académie salésienne de 1982 à 1986 puis « par intérim, élue le 31 juillet 2001-2002 ». Elle fut également vice-présidente de l'Académie chablaisienne et archiviste de la Florimontane. Elle est élue en 1999 à l'Académie des sciences, belles-lettres et arts de Savoie, avec pour titre académique titulaire.
Elle reçut la Plume d'Or de la Société des Auteurs Savoyards et était devenue une membre d'honneur.
Marie-Thérèse Hermann meurt à l'âge de 89 ans le 7 août 2015 à Annecy et est inhumée au cimetière de La Roche-sur-Foron (Haute-Savoie). Ses archives ont été versées pour part aux Archives municipales d'Annecy, pour autre part aux Archives départementales de la Haute-Savoie. Un ensemble de cartons d'invitation  reçus par elle et son mari le peintre Georges Hermann a été versé aux Archives de la Critique d'Art à Rennes.
Au mois de février 2025, le nom d'une rue lui a été attribué à Annecy.

## Publications
- Mes recettes savoyardes, éd. Christine Bonneton, Paris, 2005, 160 p.  (ISBN 2862533513).
- Le Genevois autrefois, éd. La Fontaine de Siloé, Montmélian, 2003, 2e édition 2004.  (ISBN 2842062191)
- Recettes savoyardes de nos grands-mères (2003), éd. Cpe2.
- Les Chansons lumineuses, mémoires d'une enfant de la Savoie, éd. La Fontaine de Siloé, Montmélian, collection "Les Savoisiennes", 1996. 2e édition Les Chansons lumineuses, mémoires d'une pensionnaire savoyarde, La Fontaine de Siloé, Montmélian, 1999.  (ISBN 2 842060229)
- La Savoie traditionnelle, éd. La Fontaine de Siloé, Montmélian, collection "Les Savoisiennes", 1996-2006 (8e édition : 2001).
- La Savoie mystérieuse et légendaire, éd. La Fontaine de Siloé, Montmélian, collection "Les Savoisiennes", 1995, 2e édition 1996.
- Pays de Savoie, Haute-Savoie, Savoie, Isère, photographies de Jean-Bernard Buisson, éd. Anako, Fontenay-sous-Bois, 1995.
- Dictionnaire de la cuisine de Savoie, traditions et recettes, éditions Christine Bonneton, Paris, 1994.
- Le Chablais d'autrefois , éd. La Fontaine de Siloé, Montmélian, 1993.  (ISBN 9782908697599)
- Le Tour de Savoie par deux enfants, éd. La Fontaine de Siloé, collection "Les Savoisiennes", Montmélian, 1992. 2e édition collection "La Chronique de l'autrefois" , 2001. Version e-book 2001.  (ISBN 9782908697315). Prix Région Savoie.
- Rencontres au cœur des Alpes, Vanoise, Mont-Blanc, Grand Paradis, photographies de Jean-Bernard Buisson, éd. Anako, Fontenay-sous-Bois, collection "Mémoires de l'humanité", 1991.
- L'Histoire en Savoie - Le Genevois, 1990.
- Les Enfants du malheur : Le drame des enfants trouvés en Savoie au dix-neuvième siècle, avant-propos d'André Palluel-Guillard, préface de Jean-Pierre Peter, éd. Curandera, Apremont, collection "Les Savoisiennes", 1988 ; deuxième édition 1989 ; troisième à neuvième édition La Fontaine de Siloé, Montmélian, 1993-2006 (25e mille).
- La Savoie traditionnelle, Curandera, Apremont, collection "Les Savoisiennes", 1987 ; deuxième édition La Fontaine de Siloé, Les Marches, 1990 ; troisième à sixième éditions, La Fontaine de Siloé, Montmélian, 2000-2005.
- La Cuisine paysanne de Savoie, la vie des fermes et des chalets racontée par une enfant du pays, Philippe Sers éditeur, Paris, 1982,  (ISBN 2904057005) ; deuxième édition 1988, troisième édition 1994, quatrième édition 1996, cinquième à septième édition La Fontaine de Siloé, Montmélian, 2004-2006.
- Architecture et vie traditionnelle en Savoie, éditions Berger-Levrault, Paris, 1980, 250 illustrations ;  Nouvelle édition augmentée, éd. La Fontaine de Siloé, Montmélian, 1999. Deuxième et troisième éditions, 2002 (10e mille). Quatrième édition, 2004.
- Histoire de Perrignier-Brécorens, dessins de Georges, Claude et Jean-Christophe Hermann, Agen, Préfecture d'Agen, 1970. Prix d'économie rurale Olivier de Serres, Prix Foras de l'Académie chablaisienne.